# Так було

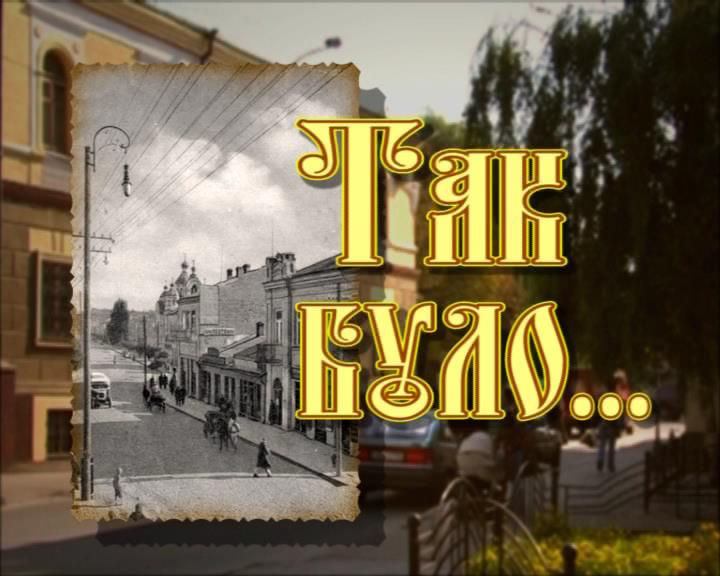
Логотип програми

Так було — цикл історико-краєзнавчих програм виробництва Національної телекомпанії України філії Рівненська регіональна дирекція (колишня Рівненська державна обласна телерадіокомпанія).
Перша програма вийшла в ефір телеканалу РТБ [Архівовано 14 жовтня 2017 у Wayback Machine.] у січні 2008 року і була присвячена палацу Любомирських. Відтоді, автор «Так було» Олексій Бухало разом з творчою командою створили понад двісті випусків присвячених архітектурним пам'яткам історичної Волині, відомим політикам, гуманітаріям, інтелектуалам, а також ключовим подіям минулого.

## Програми
1. Еріх Кох — радянський спецагент? про рейхскомісара України Еріха Коха
2. Палац Сангушків у Ізяславі
3. Графське замчище та парк на поліському болоті про маєток Михайла Малинського у селі Зірне
4. Поетеса Ґінчанка — жертва вроди і часу про польську поетесу єврейського походження Зузанну Ґінчанку
5. Волинська трагедія про міжетнічний конфлікт, що трапився влітку 1947 року на Волині
6. Генерал-хорунжий Марко Безручко про генерала, що вирішив долю Польсько-радянської війни 1920 року.